# Drive In Ultra: LOVFINITY Vivienne Tam x Leon Lai Fashion Concert
 Drive In Ultra: LOVFINITY Vivienne Tam x Leon Lai Fashion Concert是出品人鄒偉昌在幕後策劃的時裝音樂會，音樂會於2022年12月17日至18日一連2場在香港中環海濱活動空間舉行，設有自駕形式入場，由時裝設計師譚燕玉及歌手黎明聯乘演出，表演嘉賓由王丹妮、鄭欣宜擔任。

## 背景
「Drive In Ultra」是香港首個自駕汽車入場的戶外演唱會品牌，該品牌創立於2021年，曾於該年在中環海濱活動空間舉辦《Drive In Ultra – WEE are Ronald Cheng》演唱會，其後於2022年12月17日至18日在同一地點舉辦時裝音樂會。音樂會取名「Drive In Ultra: LOVFINITY Vivienne Tam x Leon Lai Fashion Concert」，此名字的概念源自於2021年譚燕玉為乳癌基金籌款時，將其設計的圍巾定名為「LOVFINITY」（意思是「愛無限」），帶出充滿色彩愛的感覺，主辦單位包括OWEN LIVE、亞洲旋風有限公司（G MUSIC）、IMEMC、SUM SUPREME、MRM、SIGMA、BRADBURY，由海馬牌等商業機構贊助，音樂會的製作費超過一千五百萬元港幣（歌手的演出酬金不計算在內）。

## 製作

### 合作人選
此音樂會由亞洲旋風有限公司總舵手鄒偉昌擔任出品人，以時裝及歌唱為元素，傳遞「愛」（love）與「無限」（infinity）的概念，主辦單位首先決定與時裝設計師譚燕玉合作，由模特兒王丹妮擔任時裝表演環節的嘉賓，然後再決定邀請歌手黎明演出，鄒偉昌表示譚燕玉在香港長大和求學，並於時裝界取得聲譽，而黎明在香港樂壇取得成就，他們代表了中國人特色，在華人社會具有代表性，能夠配合計劃的初心，故選擇跟上述二人合作，並邀請來自美國和中國大陸的3D和4D設計團隊參與節目的製作。譚燕玉表示當主辦單位邀請她和黎明合作演出時，覺得這個想法很有意思，她認為自己與黎明一樣熱愛創新，黎明在電子舞蹈音樂還未在香港普及前，已經開始嘗試這風格，並將電子遊戲融入音樂短片中，為樂壇開創新篇章，她相信彼此的合作會為觀眾帶來獨特體驗，亦希望透過這個音樂會展示創新與融合的基因，因此答應主辦單位的邀請。

### 會場及舞台設計

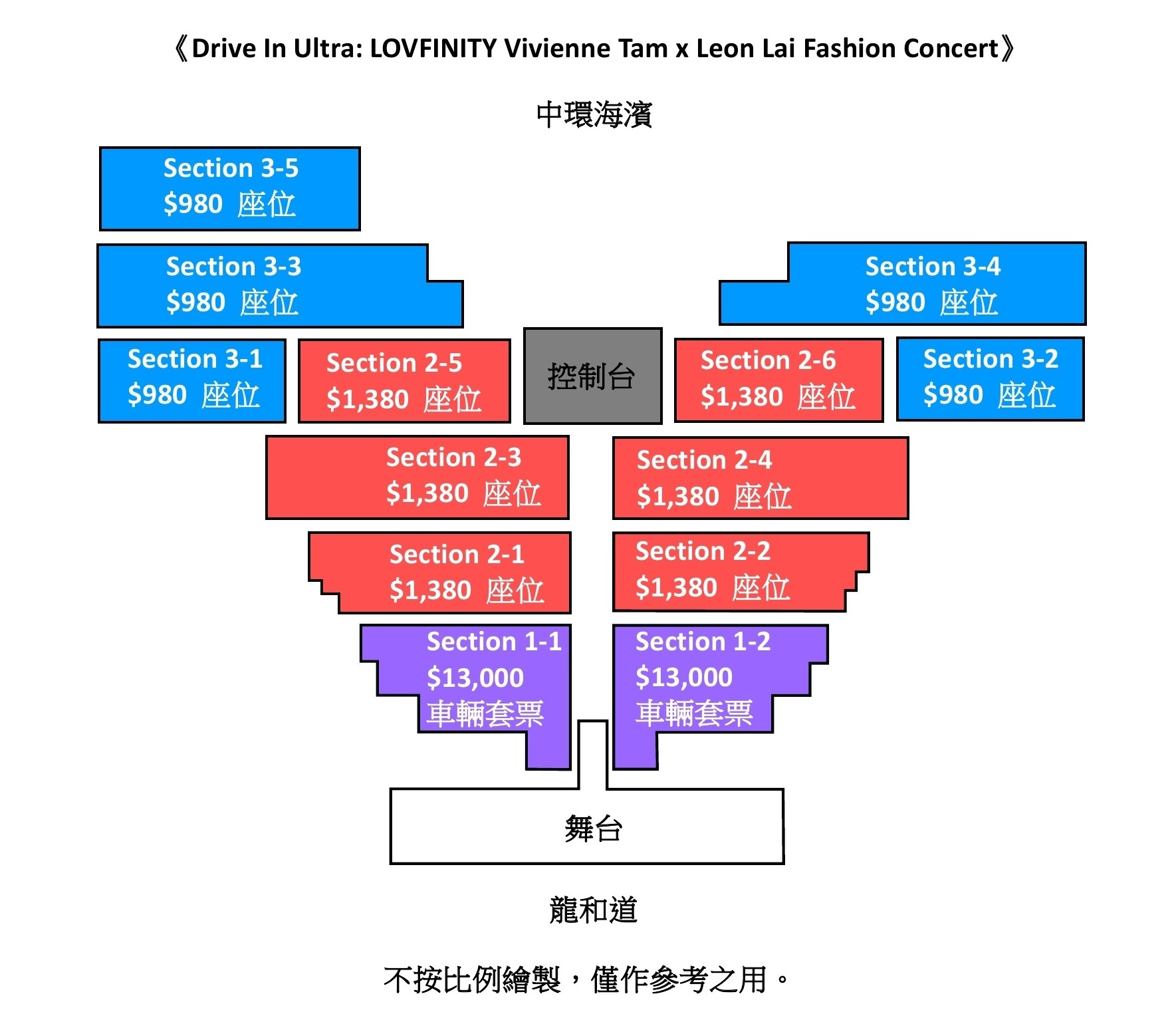
售票座位參考平面圖

音樂會的演出舞台採用「T」形設計，搭建一條30米長，可伸展至車輛觀眾席的天橋，拉近演出者與觀眾的距離，主辦單位參考了外國大型演唱會的製作，設置大型LED屏幕，讓所有觀眾感受到現場感和氣氛，該屏幕的平面面積為50米闊乘8米高，相等於兩個籃球場的大小，並需由專家簽名確實以確保安全，會場設有紀念品售賣處，以限量形式售賣譚燕玉設計的T恤和手提袋，而觀眾席分為不同的座位區域，門票經Cityline售票網發售，車輛套票的售價為港幣1萬3千元，每部汽車最多只可容納4人；座位票價分別為港幣1,380元及980元，於2022年11月14日起透過指定信用卡優先訂票，其後於11月18日公開發售。

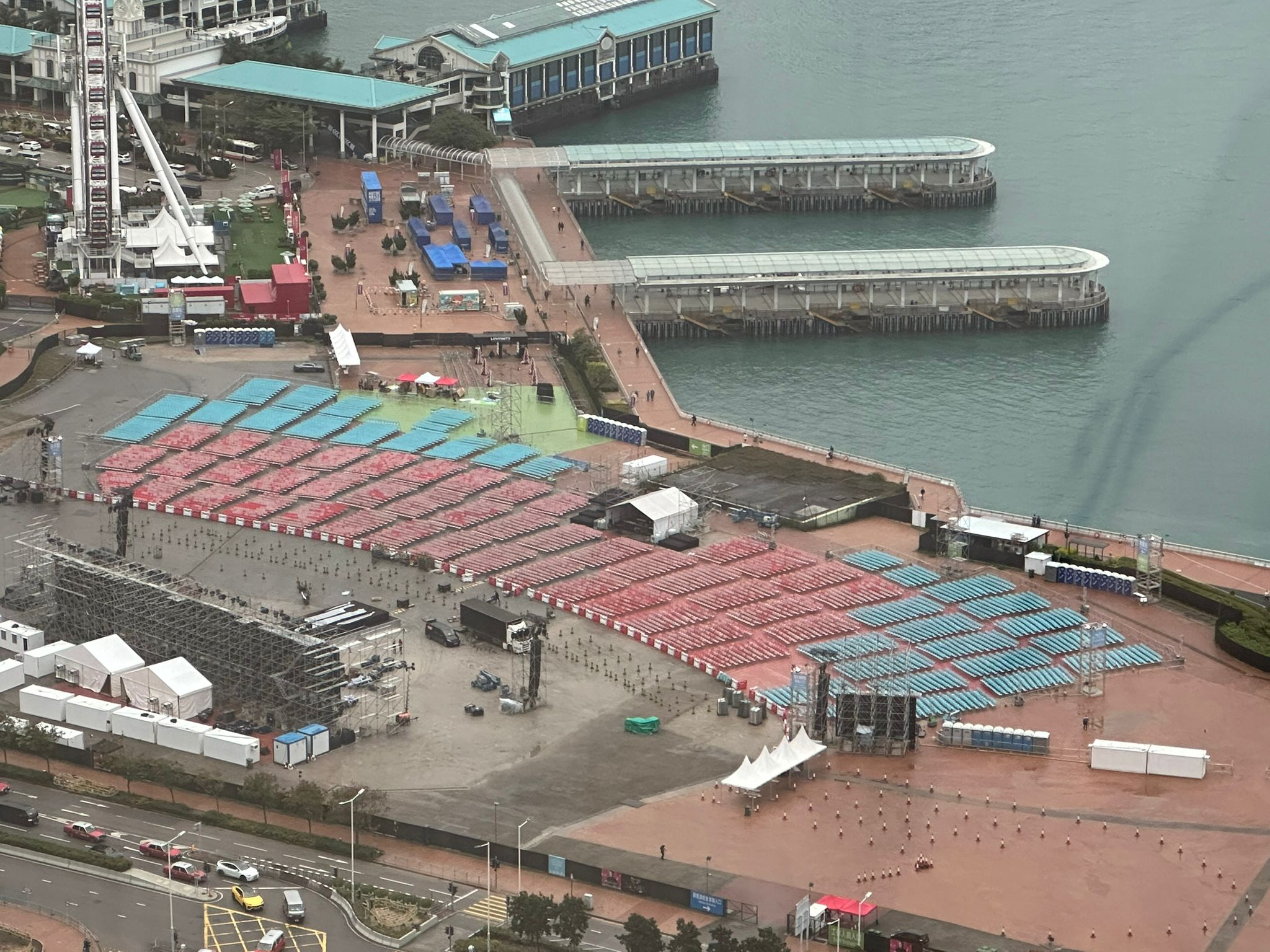
音樂會會場
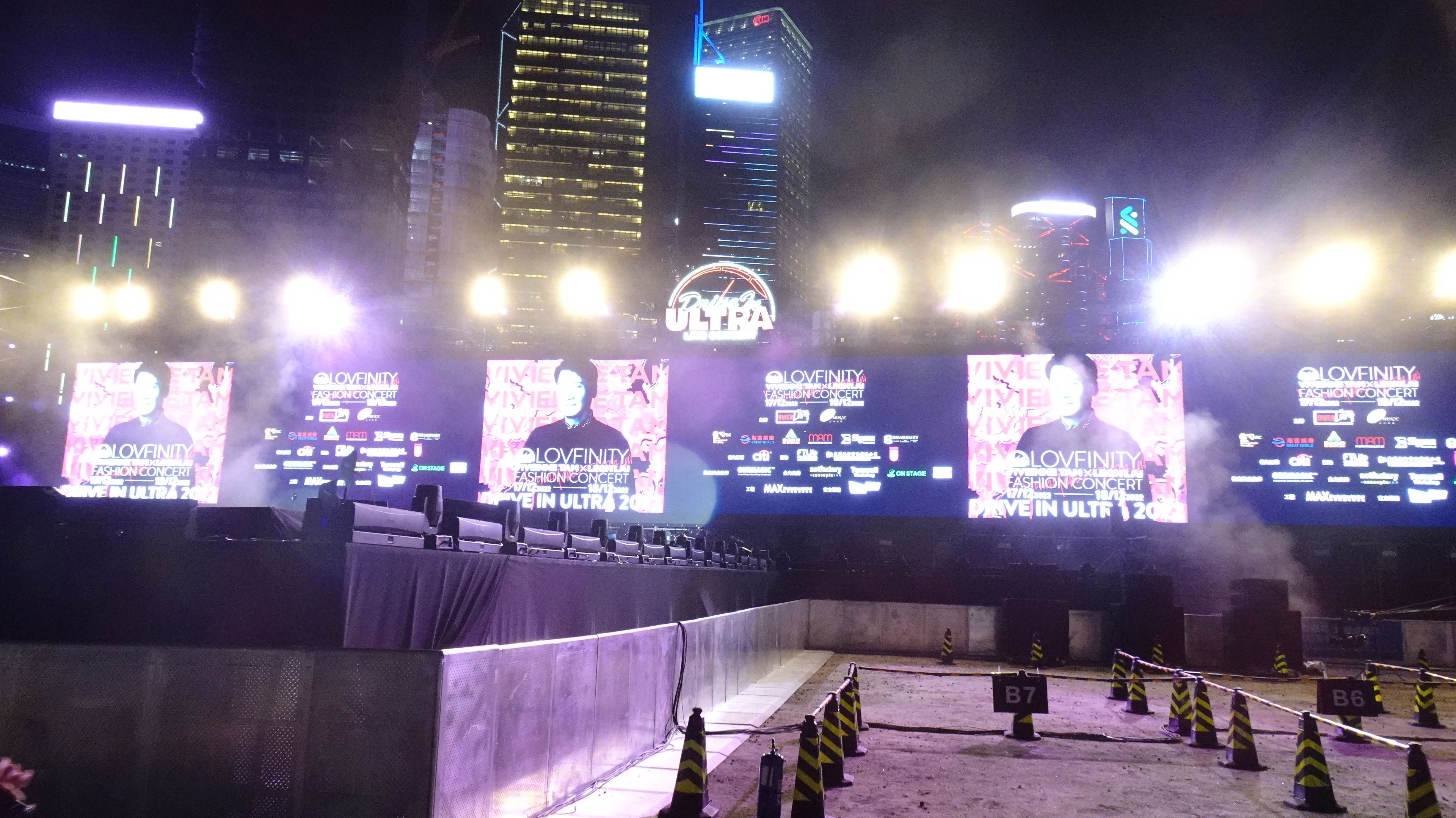
位於舞台最前方的車輛觀眾席
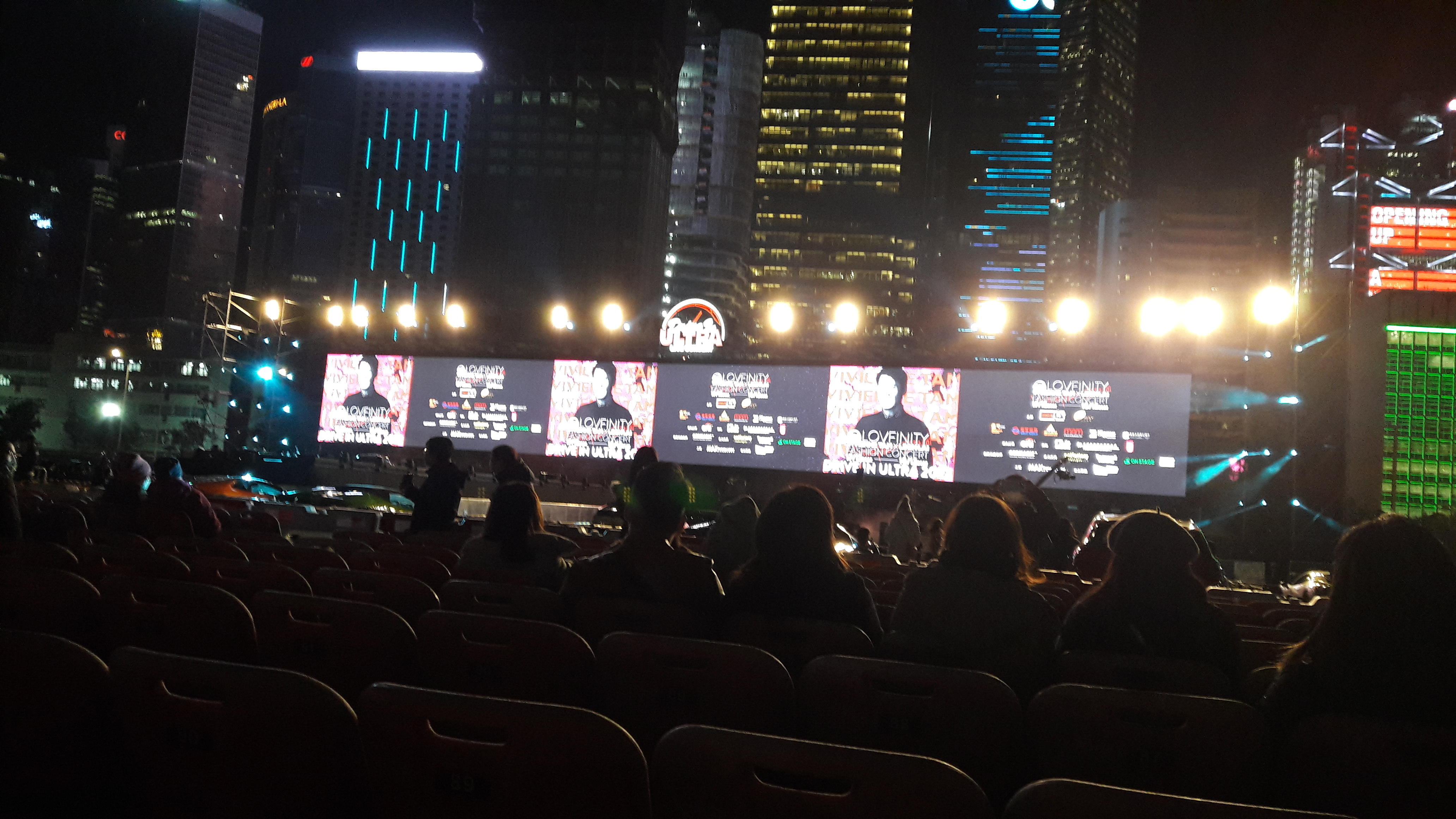
大型LED屏幕
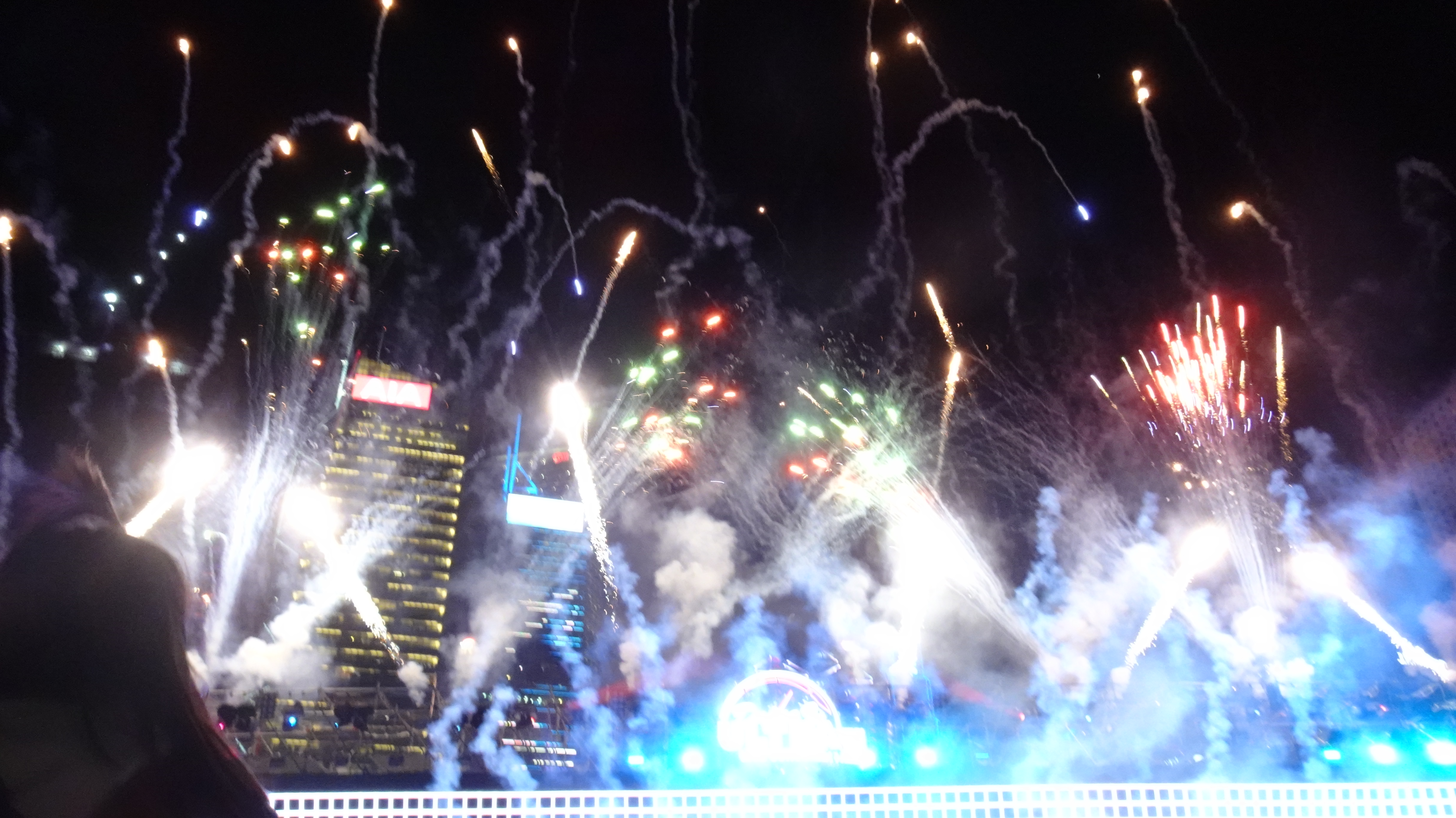
舞台煙花效果

### 服裝造型

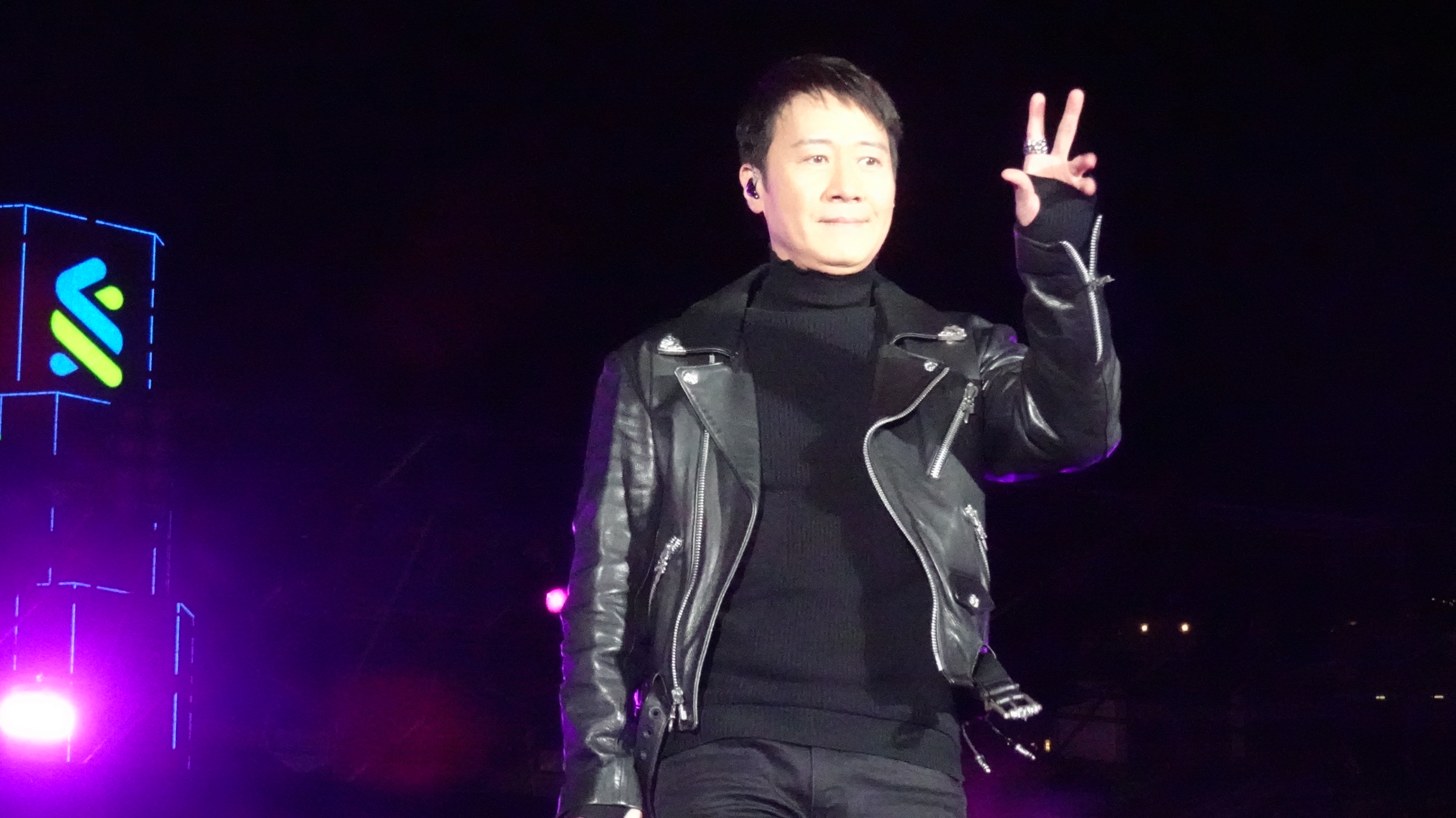
黎明的原振俠造型

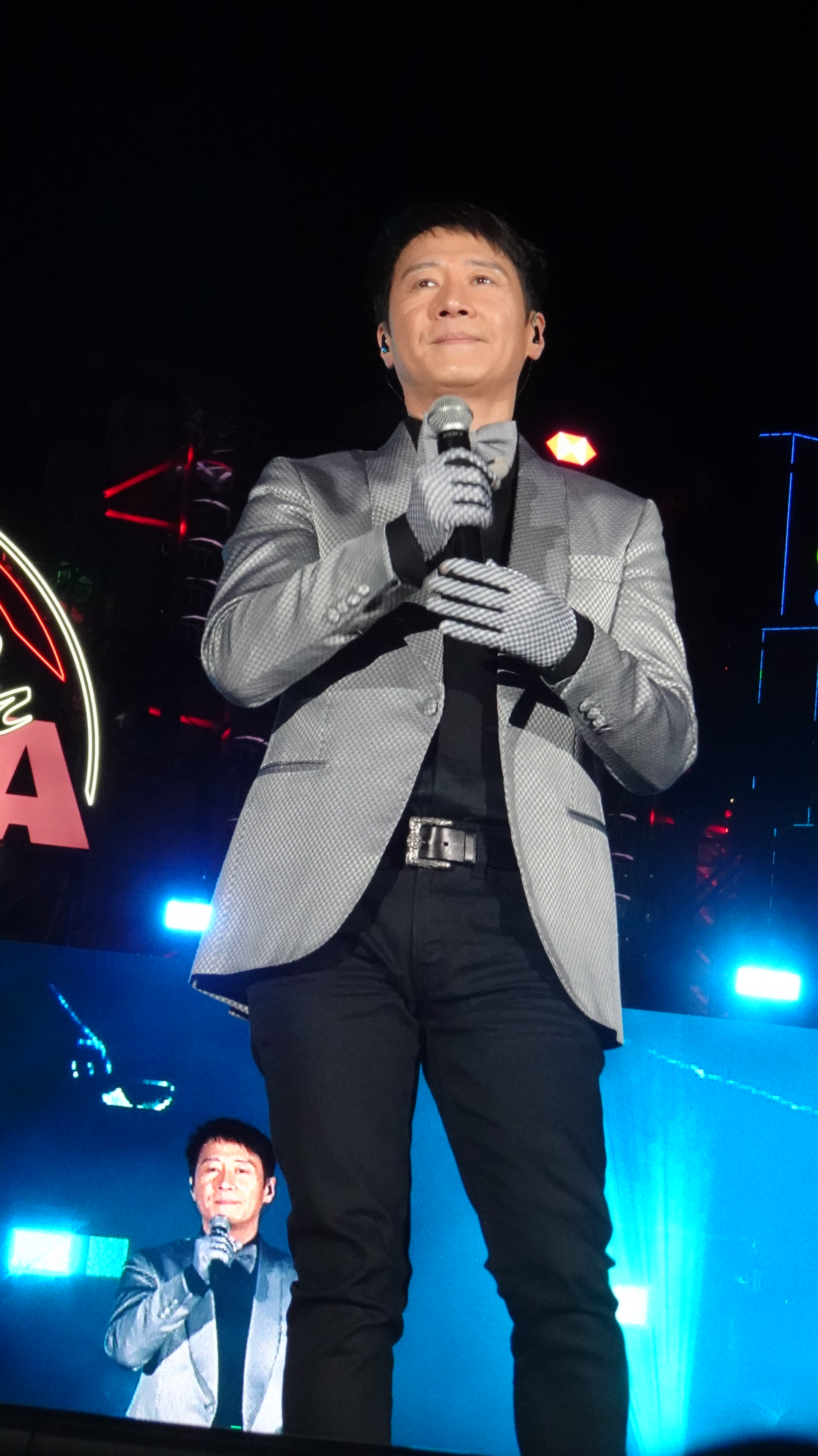
黎明的銀灰色西裝造型

音樂會的時裝表演環節展示的服裝是譚燕玉設計的「紐約時裝周2023」的春夏系列，內容包括元宇宙（Metaverse）、過去（Past）、現在（Present）、將來（Future），當中包含了NFT的虛擬角色元素，她亦為這次音樂會加入以慶典為題設計的晚裝和訂製服飾，目的是要與香港觀眾一同慶祝迎接新的開始，以及散播愛與希望的信息。黎明除了以銀灰色西裝造型演唱外，亦穿上他在1990年代購入，曾在拍攝電視劇《原振俠》時穿著過的黑色皮衣，他表示該皮衣的衫鈕已經變黑，只能用橡皮擦把衫鈕擦乾淨。表演嘉賓鄭欣宜穿上透視裝演出，而王丹妮則穿上譚燕玉設計的時裝及6吋高的厚底鞋演出。女舞蹈員的服裝造型包括罩杯式上衣（Bra Top）及短褲等。

### 演出編排
音樂會分為時裝表演及演唱會兩部份，首先是時裝表演環節，唱片騎師樂宜在舞台後方打碟，播出節拍強勁的音樂，20個模特兒穿上譚燕玉設計的服裝走台步，而此環節的表演嘉賓王丹妮除了演唱歌曲外，亦擔任模特兒示範譚燕玉設計的服裝。時裝表演結束後隨即進入演唱會環節，黎明的演出時間約六十分鐘，他除了演唱歌曲外，亦與觀眾說話互動，部份歌曲配以煙花效果，此環節由鄭欣宜擔任表演嘉賓，她認為唱快歌可以令現場氣氛升溫，因此選擇演唱歌曲《豐乳肥臀》，最後由黎明演唱〈Sugar in the marmalade〉作為完場歌曲。以下是音樂會的演出流程編排：
1. 20個模特兒走台步
2. 王丹妮演唱Lady Gaga的歌曲〈Born this way〉[33]
3. 黎明演唱歌曲〈那有一天不想你〉[32]
4. 黎明演唱歌曲〈眼睛想旅行〉
5. 黎明演唱歌曲〈願你今夜別離去〉
6. 黎明演唱歌曲〈我這樣愛你〉
7. 黎明演唱歌曲〈越夜越有機〉
8. 鄭欣宜演唱歌曲〈先哭為敬〉[34]
9. 鄭欣宜演唱歌曲〈豐乳肥臀〉
10. 黎明演唱歌曲〈聽身體唱歌〉
11. 黎明演唱歌曲〈忘記和記〉
12. 黎明演唱歌曲〈送你一瓣的雪花〉
13. 黎明演唱歌曲〈夏日傾情〉
14. 黎明演唱歌曲〈Good Luck〉
15. 黎明演唱歌曲〈一生幸福〉
16. 黎明演唱歌曲〈Sugar in the marmalade〉然後謝幕，音樂會結束[32]。
17. 王丹妮演唱王菲的歌曲〈螢火蟲〉
18. 譚燕玉率領20個模特兒進行謝幕[35]

### 製作及演出人員
以下是音樂會的製作人員及演出者名單：
| 演唱會環節 - 歌手：黎明 - 表演嘉賓：鄭欣宜 - 音樂總監：何秉舜 - 舞蹈總監：麥秋成 - 舞蹈員：8人（5男3女，包括Yoyo Chan、Christy Ng、2Ling、Keung Tsun Yin） - 舞台服裝設計師：姚志康 - 藝人髮型師：曾卓文 - 煙花效果設計師：毛偉誠 - 視像製作總監：Dany | 時裝表演環節 - 時裝設計師：譚燕玉 - 表演嘉賓：王丹妮 - 唱片騎師：樂宜 - 模特兒統籌：劉景星 - 模特兒型態指導師：洪智傑 - 模特兒：20人（男性和女性，包括Alena、Candela、Daria BA、Daulet、Dela、Edward C、Fion Hui、Junior、Kamila I、Karin Kwong、Kat、Kyle Dean、Lilith、Loras、Mack Aung、Mary P、Nastia M、Roma、Sara S、Taty） |

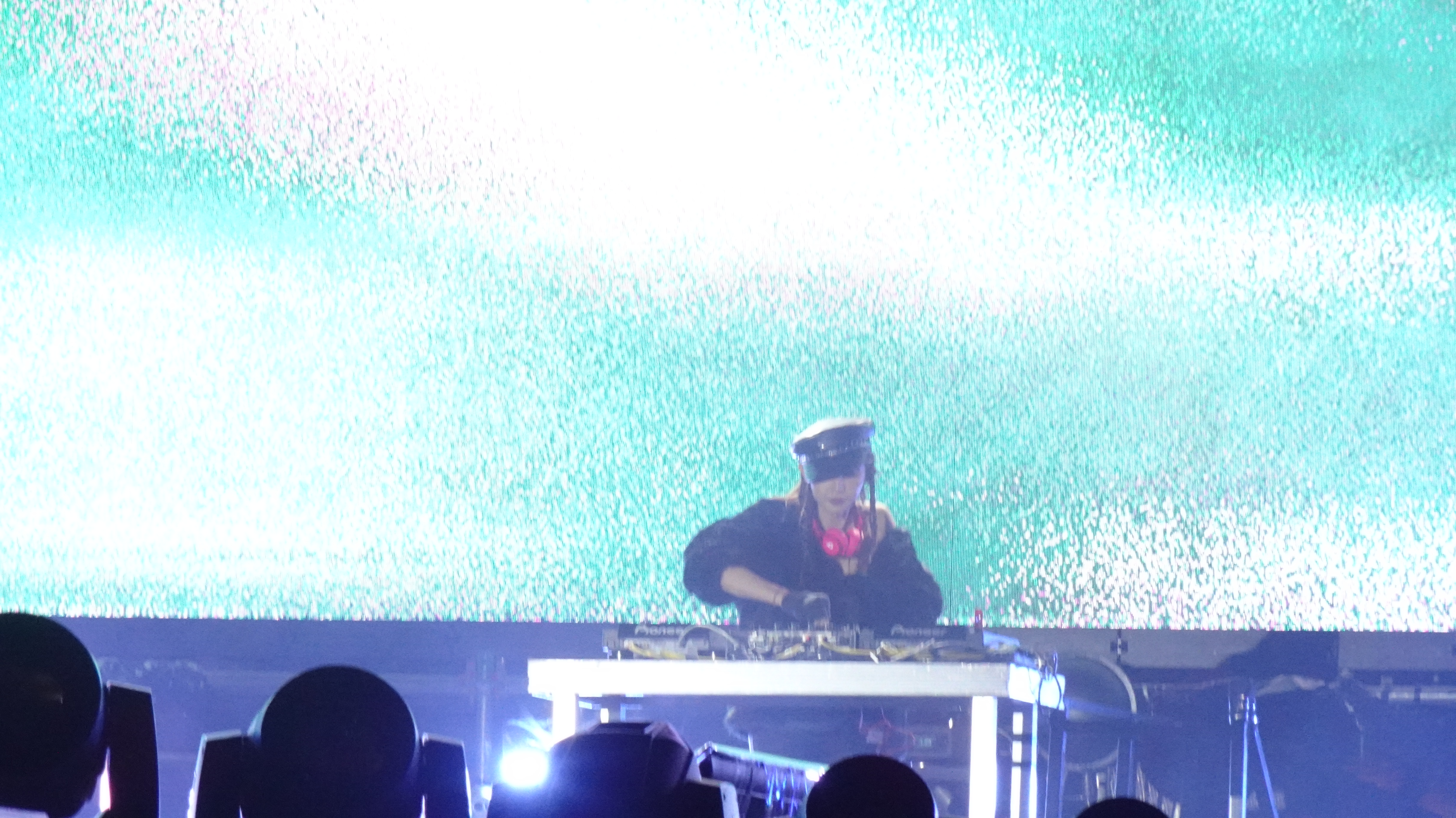
唱片騎師樂宜
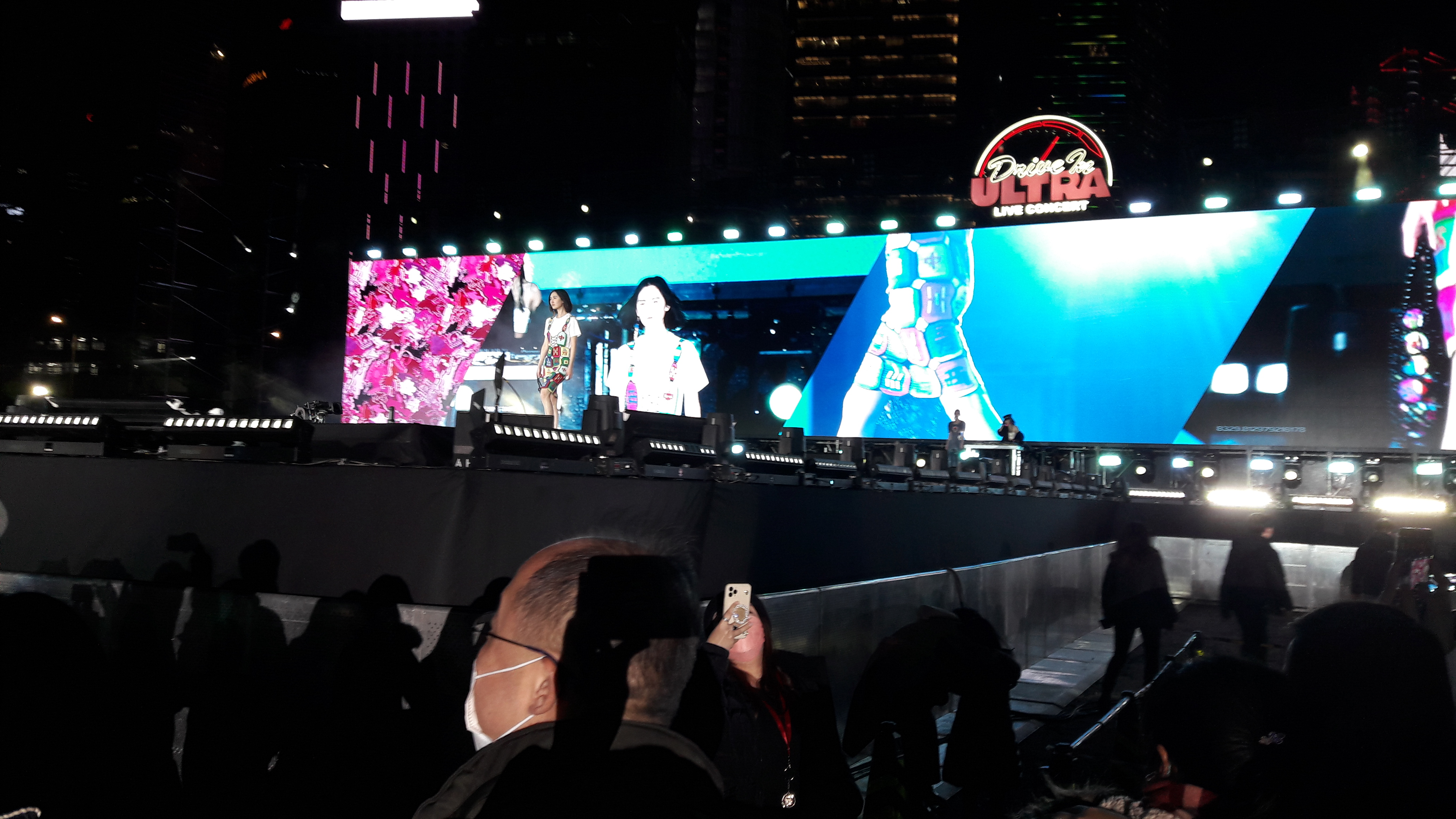
模特兒在音樂會開始前走台步
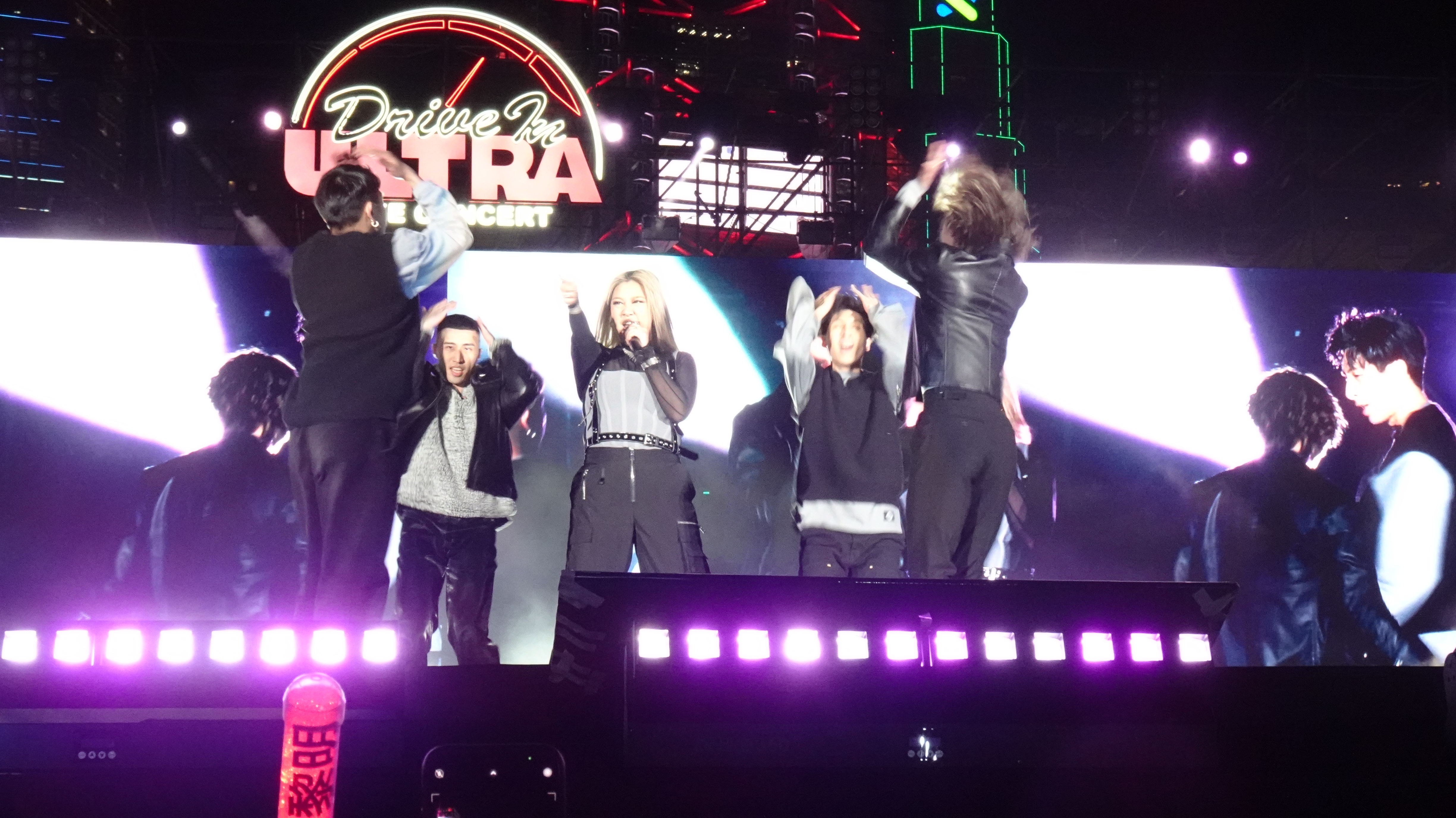
表演嘉賓鄭欣宜

## 各界迴響

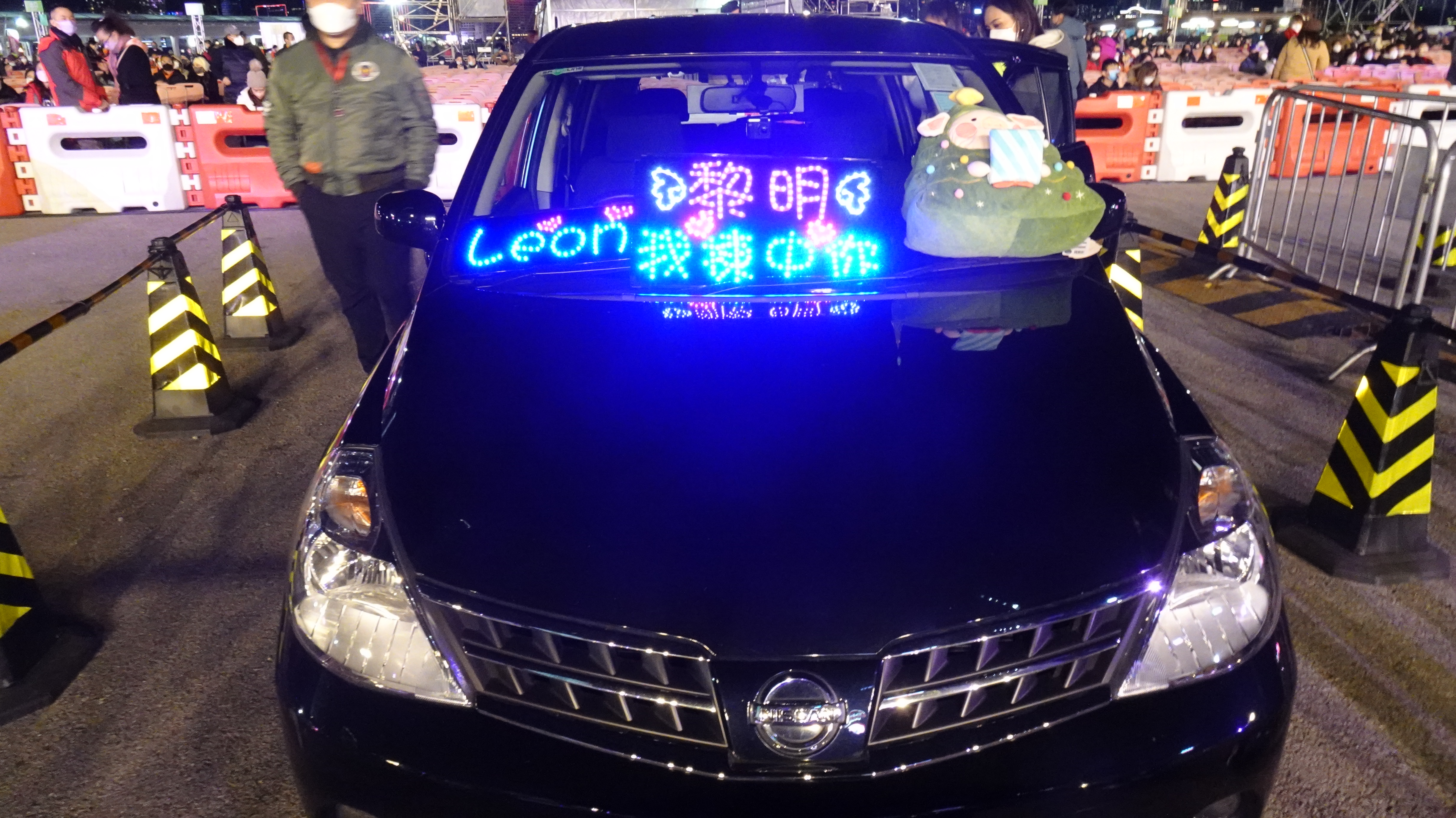
觀眾攜同燈牌進場應援

### 籌備階段
2022年11月初，有網絡社群發佈聲稱是此音樂會的流程編排，而「Drive In Ultra」出品人鄒偉昌表示自音樂會公佈以來，收到不少歌迷查詢黎明和譚燕玉所佔的演出時間比重，他認為這是首之在香港出現時裝和音樂結合的演出，而上述兩名演出者是兩個界別性的標誌人物，因此歌迷關注他們在演出上的比重分配也是正常。傳媒指內部認購的車輛套票及座位門票出現超額認購情況，當中車輛套票大部分由名車車會認購，截至2022年12月8日，Cityline售票網顯示12月17日場次的車輛套票已經售罄，而12月18日場次的車輛套票只剩餘2張尚未售出，兩天場次的座位則仍有門票可供購買。傳媒指在音樂會舉行前兩天仍然可以買到10張相連座位的1,380元門票，且有人於網路上進行促銷活動，將原本1,380元的門票減價為450元至650元不等，而車輛套票亦由1萬3千元減價至6,500，有黃牛則以「下次購買演唱會門票有折扣優惠」來遊說他人購買此音樂會的門票。有網民將這個演唱會與早前舉辦的鄭中基演唱會的票價作比較，認為此音樂會的票價較為昂貴，主辨單位向傳媒表示鄭中基的演唱會屬香港首次自駕演唱會，所以票價為體驗價，而這次的票價安排是回到正常水平。

### 演出階段
報導指第一場音樂會除了最後排的座位外，其餘的觀眾座位及車輛套票位置均全部滿座，座位觀眾的入座率約有七成，並吸引了演藝圈中人到場觀賞演出。黎明在音樂會中的服裝造型是傳媒談論的焦點之一，有傳媒更藉此回顧黎明以往的影視造型。王丹妮於序幕的時裝表演環節尾段在舞台中間升起進行演唱，傳媒指現場觀眾反應不大，而當黎明的歌曲《那有一天不想你》的音樂響起時，現場觀眾隨即發出歡呼聲，並拿出手提電話拍照和錄影，黎明唱至歌曲《我眼睛想旅行》時，現場氣氛熱鬧起來，有觀眾表示感受到一個有時尚感、視覺及聽覺的音樂會，也有觀眾送上毛絨玩具等禮物給黎明，黎明表示會珍惜觀眾所送的禮物，並表示每次演出都有很多不同經歷，與觀眾在不同的地方見面，他會把這些經歷記在自己的腦海中，並感謝天公造美，演出時沒有下雨，並預祝觀眾下次與他見面時不用佩戴口罩。譚燕玉認為與不同範疇的佼佼者合作，能夠觸及彼此的愛好者，為兩個品牌甚至兩個範疇帶來新衝擊，令她學到很多有趣的東西，對其他藝術與專業認識更深，從而獲得意想不到的設計靈感。

## 外部連結
- 絕對是今年必睇非一般大型戶外演唱會 （页面存档备份，存于） G Music(HK)Ltd Facebook專頁. 2022-12-13
- 黎明中環海濱開騷，重現原振俠風采 （页面存档备份，存于） TVB USA Official. 2022-12-19